# Antropora erecta
Antropora erecta är en mossdjursart som beskrevs av Silén 1941. Antropora erecta ingår i släktet Antropora och familjen Antroporidae. Inga underarter finns listade i Catalogue of Life.